# Ricardo Larraín
José Ricardo Larraín Pineda (Santiago del Cile, 27 aprile 1957 – Santiago del Cile, 21 marzo 2016) è stato un regista, sceneggiatore e produttore cinematografico cileno.
Il suo film del 1991 La frontera vinse l'Orso d'argento per il miglior contributo singolo al Festival di Berlino 1992.
Morì di linfoma nel marzo 2016.

## Filmografia
- La frontera (1991)
- Pasos de baile (1997)
- El entusiasmo (1998)
- Piel canela (2001)
- Alberto: ¿Quién sabe cuánto cuesta hacer un ojal? (2005)
- Héroes: La gloria tiene su precio. 1- O'Higgins, vivir para merecer su nombre episodio di Cartas de mujer (2007)
- ChilePuede (2008)
- El niño rojo (2014)